# Syllegomydas cinctus
Syllegomydas cinctus är en tvåvingeart som först beskrevs av Macquart 1835.  Syllegomydas cinctus ingår i släktet Syllegomydas och familjen Mydidae. Inga underarter finns listade i Catalogue of Life.